# 克爾戈格特根湖
64°10′39″N 176°42′25″E / 64.17750°N 176.70694°E
克爾戈格特根湖（俄语：Кыргогытгын），是俄羅斯的湖泊，位於該國東北部楚科奇自治區，由阿納德爾區負責管轄，面積12.8平方公里，海拔高度2米，集水區面積884平方公里。